# Spatangus luetkeni
Spatangus luetkeni is een zee-egel uit de familie Spatangidae.
De wetenschappelijke naam van de soort werd in 1872 gepubliceerd door Alexander Agassiz.